# 谢丽尔·皮斯利
谢丽尔·皮斯利（英語：Cheryl Peasley，1951年1月5日—），澳大利亚女子田径运动员。她曾代表澳大利亚参加1970年英联邦运动会田径比赛，获得一枚铜牌。她也曾参加1972年夏季奥林匹克运动会。